# Syväjoki (vattendrag i Finland, Kajanaland, lat 64,70, long 28,27)
Syväjoki är ett vattendrag i Finland.   Det ligger i landskapet Kajanaland, i den centrala delen av landet, 500 km norr om huvudstaden Helsingfors.